# Hội chứng tiền kinh nguyệt
Hội chứng tiền kinh nguyệt đề cập đến các triệu chứng về thể chất và cảm xúc xảy ra ở một trong hai tuần trước kỳ kinh nguyệt. Các triệu chứng thường khác nhau giữa phụ nữ và xoay quanh thời điểm bắt đầu kỳ kinh. Các triệu chứng thông thường là mọc mụn, ngực nhạy cảm, đầy bụng, cảm giác mệt mỏi, khó chịu, và tâm trạng thay đổi. Thường thì các triệu chứng tồn tại trong khoảng sáu ngày.  Đối với từng người phụ nữ hội chứng này có thể thay đổi theo thời gian. Các triệu chứng không xuất hiện khi có thai hoặc sau khi mãn kinh.
Chẩn đoán đòi hỏi một mô hình lặp đi lặp lại của các triệu chứng cảm xúc và thể chất xảy ra sau khi rụng trứng và kinh nguyệt đến mức độ chúng can thiệp vào cuộc sống bình thường của người đó. Triệu chứng của cảm xúc phải không được có mặt trong phần đầu của chu kỳ kinh nguyệt. Một danh sách chi tiết các triệu chứng qua hàng tháng có thể giúp việc chẩn đoán tốt hơn. Các rối loạn khác mà có cùng triệu chứng cần được loại trừ trước khi thực hiện chẩn đoán.
Nguyên nhân của hội chứng này còn chưa được rõ. Một số triệu chứng có thể trở nên tồi tệ hơn khi chế độ ăn nhiều muối, alcohol, hoặc caffein. Cơ chế ẩn sau hội chứng này được cho là do cường độ hormone. Hạn chế muối ăn, caffeine, và giảm stress kết hợp với tập thể dục có thể giúp những người có triệu chứng nhẹ. Calci và vitamin D bổ sung có thể giúp điều trị. Các thuốc kháng viêm như naproxen có thể hỗ trợ các triệu chứng vật lý. Với các bệnh nhân có triệu chứng nặng, thuốc tránh thai hoặc thuốc tránh thai hoặc spironolactone lợi tiểu có thể hữu ích.
Có tới 80% phụ nữ cho biết có một số triệu chứng trước kỳ kinh nguyệt. Những triệu chứng này đủ điều kiện thành bệnh trong số 20 đến 30% phụ nữ tiền mãn kinh. Rối loạn tiền kinh nguyệt là một trạng thái nặng hơn của hội chứng tiền kinh nguyệt với các triệu chứng tâm lý nghiêm trọng hơn. Rối loạn tiền kinh nguyệt ảnh hưởng đến 3-8 phần trăm phụ nữ tiền mãn kinh. Thuốc chống trầm cảm với lớp chất ức chế các serotonin tái hấp thu chọn lọc có thể được sử dụng bổ sung cho những biện pháp thông thường để điều trị rối loạn tiền kinh nguyệt.